# ひみつな奥さん
『ひみつな奥さん』は、星崎真紀作・画の漫画および、それを原作としたテレビドラマである。

## 概要
1997年、集英社「YOU」にて連載開始。

## あらすじ
元、銀座No.1ホステスだった蝶子が警察官である夫と結婚・出産。過去を隠し普通の主婦をめざす。団地や警察官舎を舞台に過去がバレそうになったりいろんな事件に巻き込まれつつも持ち前の明るさと過去の経験で乗り越えていく痛快コメディ漫画。

## テレビドラマ
2006年から2008年までフジテレビ系「金曜プレステージ」で放送されたシリーズ。全3回。主演は藤原紀香。原作の警察官と結婚した銀座No.1ホステスが正体を隠すという部分を膨らませ、原作とは違い水商売はやめずホステスと主婦二つの顔を持つという設定のミステリドラマとなっている。

### キャスト

#### 主要人物
- 相田蝶子：藤原紀香 - 結婚前は銀座ナンバーワンと呼ばれた、クラブ「美鳥」のホステス。
- 相田六郎：葛山信吾 - 蝶子の夫。第1弾では巡査、第2弾では警察庁に栄転したこが階級は不明（背広勤務）、第3弾では刑事になっている[1]。

#### 他の出演者
第1弾「銀座No.1ホステスが警官の妻に! お水とバレたら夫はクビ! 主婦と銀座の女…二つの顔を持つ蝶子が悪徳事件に挑む痛快サスペンス!」（2006年）
- 音無みどり：東ちづる - クラブ「美鳥」ママ。（第2弾にも友情出演）
- 銀子：上原さくら - 「美鳥」ホステス。
- マイ：和希沙也 - 「美鳥」ホステス。
- 池谷桜：雛形あきこ※ - 警部補。官舎の住人。クラブ「美鳥」に潜入。
- 田沼：斎藤洋介 - 「美鳥」における蝶子の最初から客。里見の悪事により、贈収賄容疑として誤認逮捕される。
- 田沼明：小杉彩人 - 田沼の息子。誤認逮捕された父の事で野球仲間に嫌がらせさせられ、六郎を含む警察を憎むが、蝶子に説得される。母（田沼の妻）は病院で入院中。
- 里見：久保晶 - 田沼の会社の社長。田沼を贈収賄の罪に被せた張本人。
- 松平：佐渡稔 - 里見の部下。
- 他のクラブのママ：夏樹陽子
- 池谷：甲本雅裕 - 池谷警部補の夫。官舎住人。
- 近藤隆二警部：鈴木ヒロミツ - 六郎の上司。官舎住人。
- 近藤早苗：岡まゆみ※ - 近藤警部の妻。官舎住人。
- 森下夫人：川俣しのぶ※ - 官舎住人。
- 菅原夫人：小柳友貴美※ - 官舎住人。
- 岩崎夫人：堀越のり※ - 官舎住人。
- 田中要次、井之上隆志 - 刑事。
- 相田幸子：朝加真由美 - 六郎の母親。

※は第3弾にも出演

第2弾「京都・祇園の巻〜新婚元銀座No.1ホステスが芸妓・ウエディングドレス姿おミズ…七変化で悪を倒す痛快サスペンス」（2007年）
- みはる：床嶋佳子 - 祇園のクラブ「GION」ママ。
- かえで：椎名法子 - 「GION」チーママ。
- 藤乃奈緒美：吹石一恵 - 「GION」のフラワーコーディネートをしている。
- 藤乃秋子：朝丘雪路 - 奈緒美の母。華道家元。
- 関根サト子：久保田磨希 - 官舎の住人。
- 本城夕子：山田スミ子 - 京都東警察署副署長夫人。自宅の建て替えにあたって官舎に仮住まい。
- 本条裕介：ふかわりょう - 副署長の息子。
- 関根健一：住田隆 - 六郎の同僚。
- 山野哲夫：木下ほうか - 「GION」の客。「GION」では山田と名乗る。
- 羽村：近江谷太朗 - 「GION」の常連。宝石商。
- 中島真平：吉満涼太 - みはるの元夫

第3弾「イケメンホスト殺人事件〜華麗なるホストの世界で起きた連続殺人事件の謎を元銀座No.1人気ホステスが暴く」（2008年）
- 伊藤伸也：大橋てつじ - ホストクラブ「ブルーテイル」のNo.1ホスト。
- 和田竜二：賀集利樹 - 「ブルーテイル」ホスト。
- 工藤明美：安田美香 - 「ブルーテイル」の常連。No.1キャバ嬢。
- 和田由衣：松田七星 - 竜二の養女。
- 三瀬薫：新山千春 - 由衣の保育園の先生。
- 金子：松澤一之 - 六郎の先輩刑事。
- 真鍋夕子：仁藤優子 - 「ブルーテイル」の客。
- 田代聖：長谷川朝晴 - 「ブルーテイル」オーナー。
- 金子夫人：松木里菜
- 増島愛浩 - 別の店のホスト。

### スタッフ
- 脚本 - 江頭美智留、酒井直行
- 演出 - 国本雅広
- 技術協力 - フォーチュン
- 美術協力 - アックス、KHKアート
- 企画 - 坪田譲治
- プロデュース - 菅井敦（ホリプロ）、井上竜太（ホリプロ）
- 制作協力 - シネハウス（協力プロデューサー - 小林正知、塩川剛史）
- 製作 - フジテレビ、ホリプロ

### 放送日程
- 第2弾は「京都・祇園の巻」と銘打ち、京都に舞台を移した。

※藤原紀香と陣内智則の結婚披露宴（2007年5月30日）の2日後に放送されたこともあり関西では23.4%と高視聴率を記録した。
| 話数 | 放送日         | サブタイトル | 脚本       | 演出     | 視聴率 |
| ---- | -------------- | --- | ---------- | -------- | ------ |
| 1    | 2006年11月17日 | 銀座No.1ホステスが警官の妻に! お水とバレたら夫はクビ! 主婦と銀座の女…二つの顔を持つ蝶子が悪徳事件に挑む痛快サスペンス! | 江頭美智留 | 国本雅広 |        |
| 2    | 2007年06月01日 | 京都・祇園の巻〜新婚元銀座No.1ホステスが芸妓・ウエディングドレス姿おミズ… 七変化で悪を倒す痛快サスペンス               | 酒井直行   | 国本雅広 | 15.5%  |
| 3    | 2008年05月30日 | イケメンホスト殺人事件〜 華麗なるホストの世界で起きた連続殺人事件の謎を元銀座No.1人気ホステスが暴く                    | 酒井直行   | 国本雅広 |        |

- 視聴率はビデオリサーチ調べ、関東地区・世帯